# Matthias Bamert
Matthias Bamert (né le 5 juillet 1942 à Ersigen, canton de Berne) est un compositeur et chef d'orchestre suisse.

## Biographie
Bamert a étudié la musique en Suisse, ainsi qu’à Darmstadt et à Paris. Il a subi les influences de Pierre Boulez et de Karlheinz Stockhausen, ce qui se reflète dans ses compositions des années 1970. De 1965 à 1969, il a joué du hautbois au Salzburger Mozart Orchester. Par la suite il a surtout travaillé comme chef d’orchestre. Il a commencé sa carrière internationale comme chef adjoint de Leopold Stokowski au Cleveland Orchestra et puis comme chef du BBC Philharmonic. De 1977 à 1983 il a été le directeur musical de Radio-Sinfonieorchester Basel.
Il a ensuite eu plusieurs engagements en Europe, ainsi il a travaillé comme chef invité de l’orchestre national écossais et, de 1985 à 1990, il a occupé le poste de directeur du festival Musica Nova (festival de musique contemporaine de Glasgow). En 1987 il s’est établi à Londres où il a dirigé les London Mozart Players de 1993 à 2000.
À partir de 1990, il a dirigé, en tant que chef invité, plus ou moins tous les orchestres philharmoniques importants du monde. Ainsi il a par exemple travaillé à Los Angeles, Toronto, Cleveland, Londres, Minnesota, Japon, Mozarteum à Salzbourg, Leipzig, Orchestre philharmonique de Berlin et Saint-Pétersbourg. À part son répertoire standard, les spécialités de Matthias Bamert sont la musique classique moderne, la musique inconnue du XVIIIe siècle et la musique négligée de toutes les époques.